# Franz Josef Kleinsorg
Franz Josef Kleinsorg (* 25. Juni 1894 in Mönchengladbach; † 27. März 1955 in Baden-Baden) war ein deutscher Jurist.

## Leben
Nach der Promotion zum Dr. iur. et rer. pol. (Die Gerichtsbarkeit der Innungen) in Würzburg am 31. Mai 1917 bei Robert Ferdinand Piloty war er seit 1923 Stadtsyndikus / Verwaltungsrechtsrat in Mönchengladbach. Der römisch-katholische Christ war verheiratet mit Martha Kleinsorg (1896–1972), geb. Rautenberg, mit der eine Tochter, * 1924 in Rheindahlen, hatte.

## Schriften (Auswahl)
- Die Mitgliedschaft in den Wasser- und Bodenverbänden. Eine Darstellung des neuen Reichsrechts. Berlin 1938, OCLC 251206397.
- Die Fürsorge des Reiches für Angehörige von Einberufenen. Was jeder über den (sogenannten) Familienunterhalt wissen muß. Bonn 1940, OCLC 72574960.
- Wie habe ich meine Gewerbesteuer-Erklärung für 1953 abzugeben? Eine ausführliche Erläuterung an Hand des amtlichen Formulars unter Berücksichtigung des Gewerbesteuergesetzes und der Gewerbesteuer-Richtlinien in neuester Fassung mit Hinweis auf alle Steuervergünstigungen und Abzugsmöglichkeiten. Bonn 1954, OCLC 1068578654.
- Die Haftpflicht der Gemeinden und Gemeindeverbände im Lichte der Rechtsprechung. Über 680 Erkenntnisse der Gerichte mit Literaturhinweisen. Berlin 1956, OCLC 912398944.